# قطب الدين زنكي
هو الامير مودود بن عماد الدين زنكي بن أقسنقر الملقب بقطب الدين. صاحب الموصل وأخو نور الدين محمود . تولى سلطنة الموصل بعد موت أخوه الأكبر سيف الدين غازي . كان مودود من أحسن الملوك سيرة, محسنا لرعيته, كثير الإنعام عليهم, محبوبا إلى كبيرهم وصغيرهم. كريم الأخلاق, حسن الصحبة. توفي عن أربعين عاما. شارك مع نور الدين في الكثير من المعارك ضد الصليبين و خطب له طواعية. حكم توفي سنة 565 هـ